# Уран-Тогоо Тулга-Уул

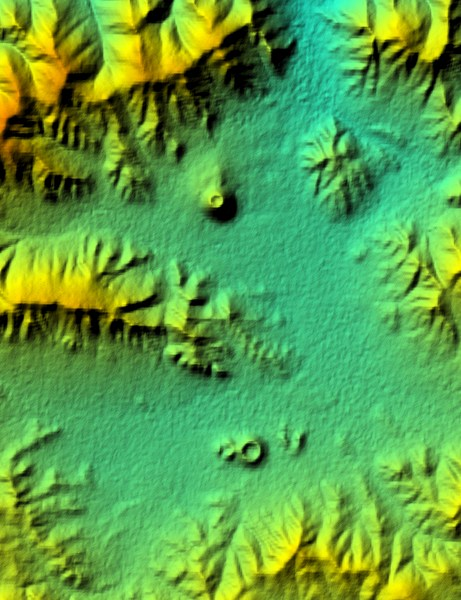
Вулкан Уран-Уул (в верхней части изображения); вулканы Тулга, Тогоо, Жалавч (в нижней части)

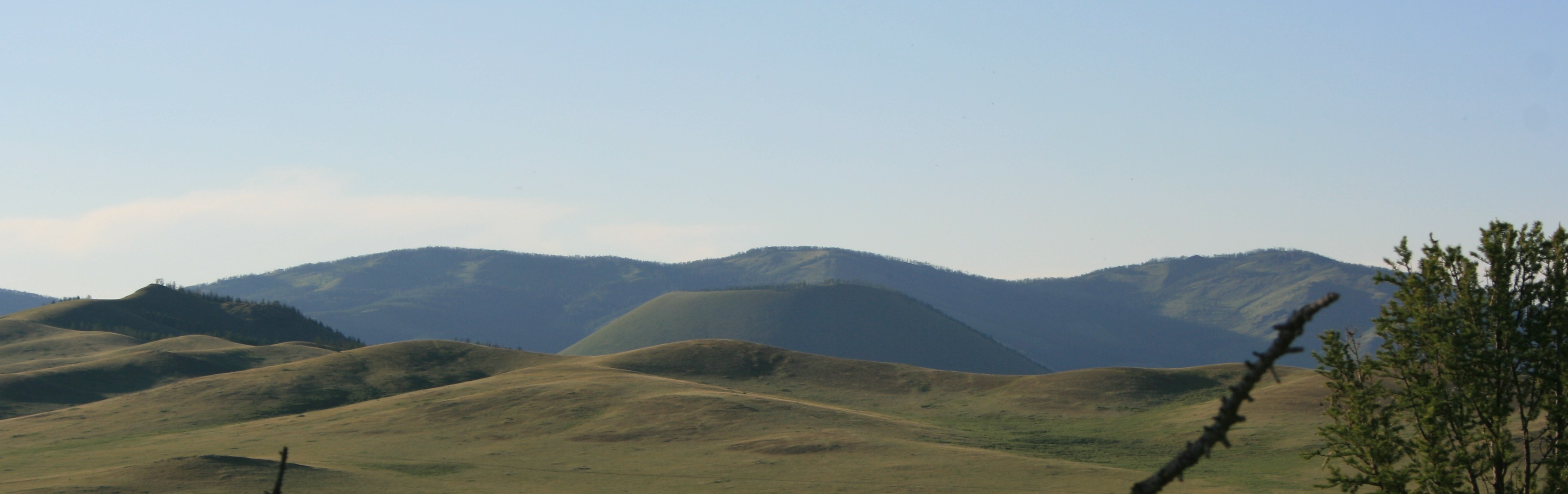
Уран-Уул

Уран-Тогоо Тулга-Уул (монг. Уран-Тогоо Тулга уулын дурсгалт газар) — памятник природы (охраняемая территория) в аймаке Булган (северная Монголия). Расположен примерно в 60 км к западу от города Булган, в районе потухшего вулкана Уран-Тогоо-Уул. Состоит из двух территорий: одна вокруг собственно Уран-Уул, а вторая вокруг расположенных рядом друг с другом трёх вулканических конусов Тулга, Тогоо и Жалавч.
Памятник природы находится в сомоне Хутаг-Ундер аймака Булган. Впервые охраняемая территория была создана в 1965 году с резолюцией № 17 Великого государственного хурала. В 1995 году его статус был определён как памятник природы (резолюция № 26 Великого государственного хурала) на площади 58 км².